# Tokyo-Hanedas internationella flygplats
Tokyos internationella flygplats (東京国際空港 Tōkyō Kokusai Kūkō?), mer känd som Hanedas flygplats (羽田空港 Haneda Kūkō?) (IATA: HND, ICAO: RJTT) är en japansk internationell flygplats. Flygplatsen ligger 15 km söder om Tokyos centrum. Haneda är Japans största och en av världens största flygplatser om man räknar antalet passagerare. Flygplatsen hade 65,3 miljoner passagerare under 2006.

## Terminaler

### Terminal 1
Terminal 1, även kallad "Big Bird", öppnade på flygplatsen 1993 och bytte ut ett mindre terminalkomplex från 1970. Terminalen används för inrikestrafik inom Japan och betjänas av Japan Airlines, Skymark Airlines och några rutter av Starflyer. 
I terminalbyggnaden finns en restaurang med sex våningar, ett shoppingområde, konferensrum och ett observationsdäck med ett takkafé. Gaterna 1-24 är för plan som boardas med en bro och gaterna 31-40 och 84-90 är för plan som boardas på mark genom buss.

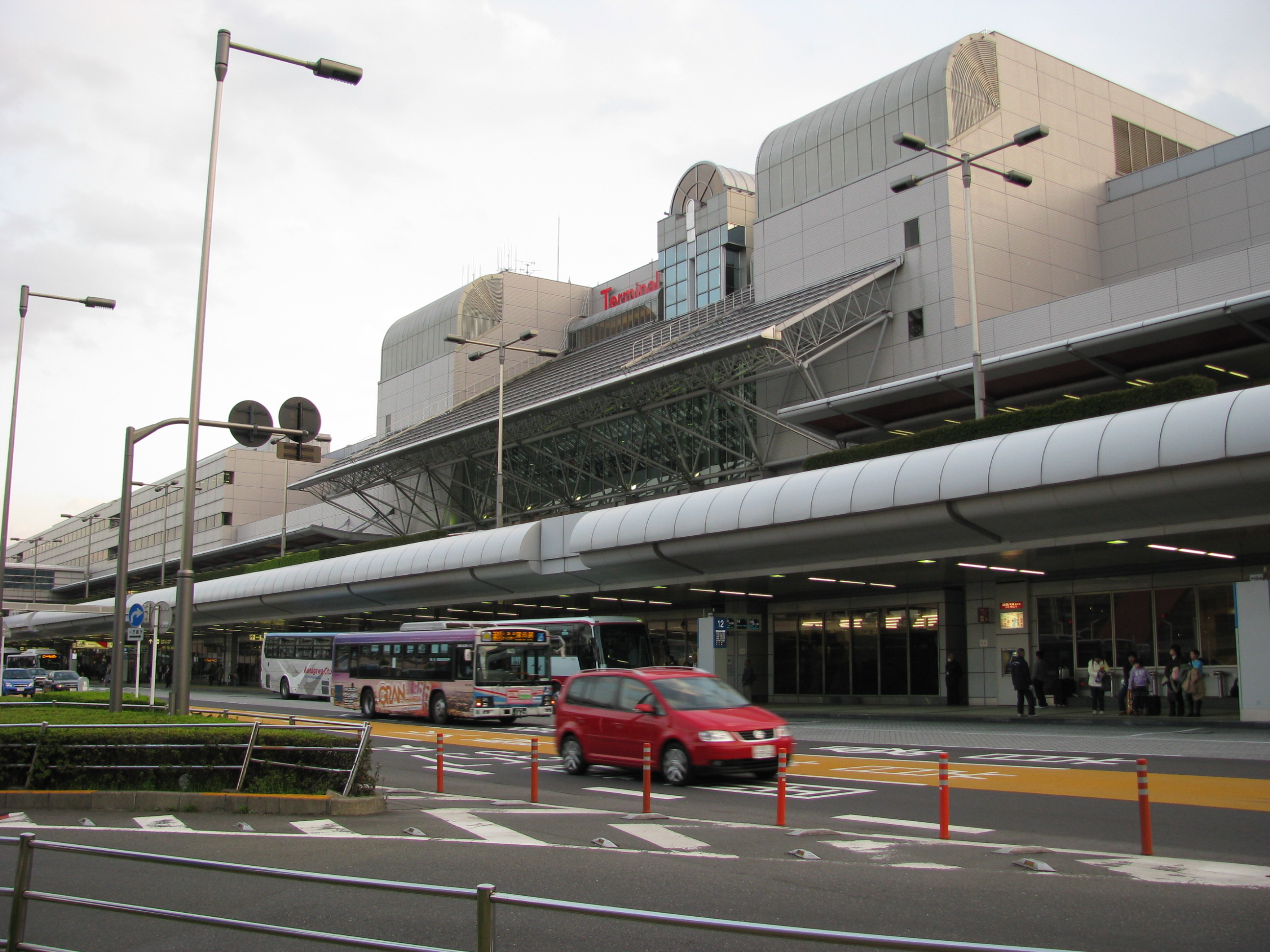
Terminal 1
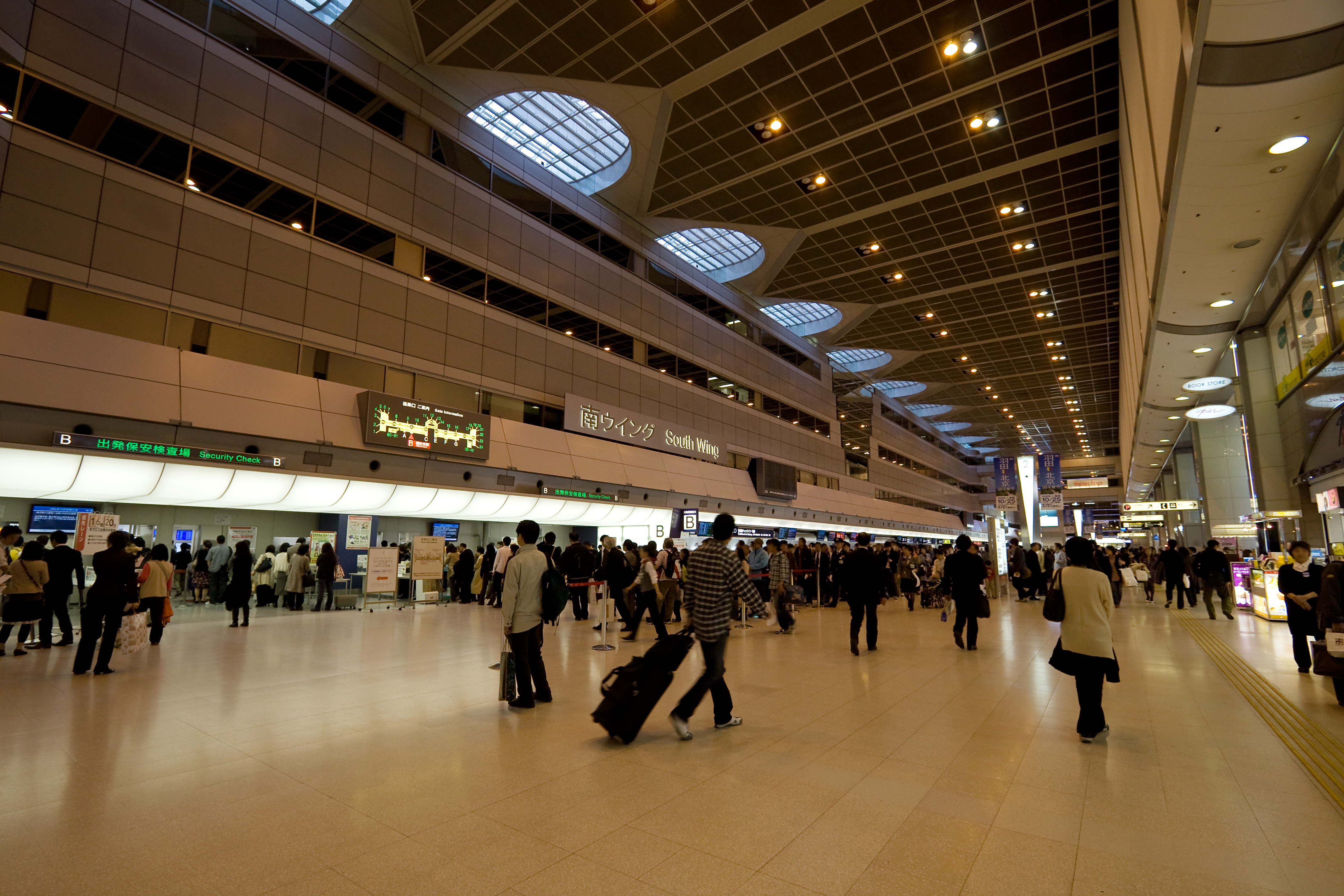
Hall för ankommande flyg
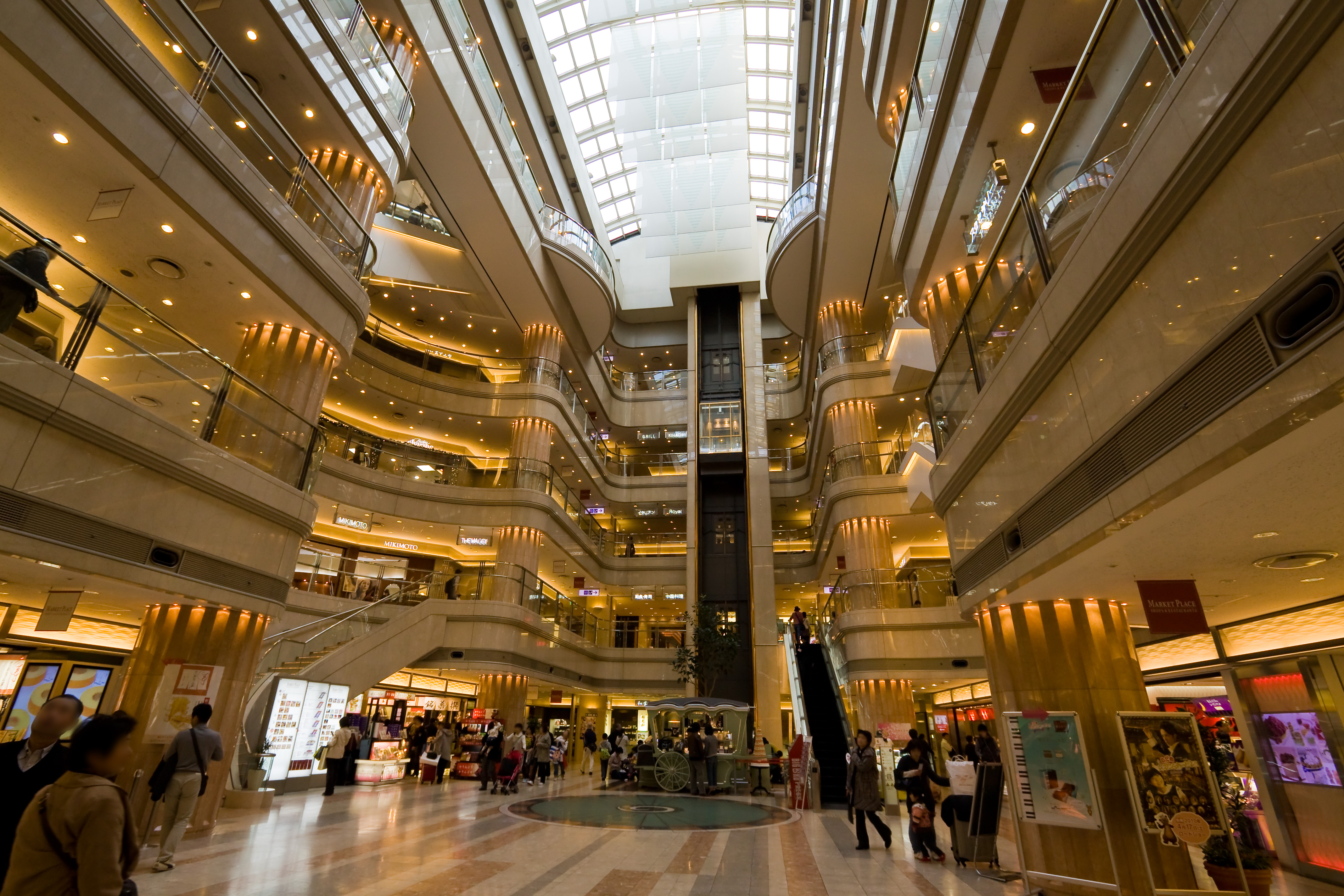
Shoppingområde
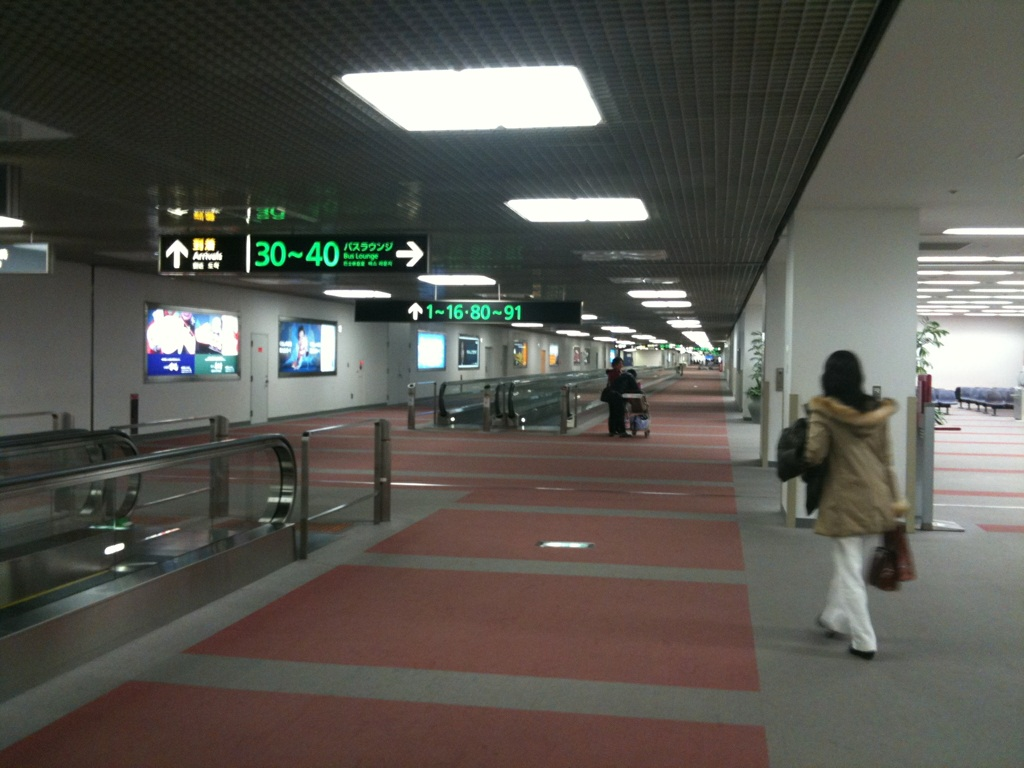
Gater
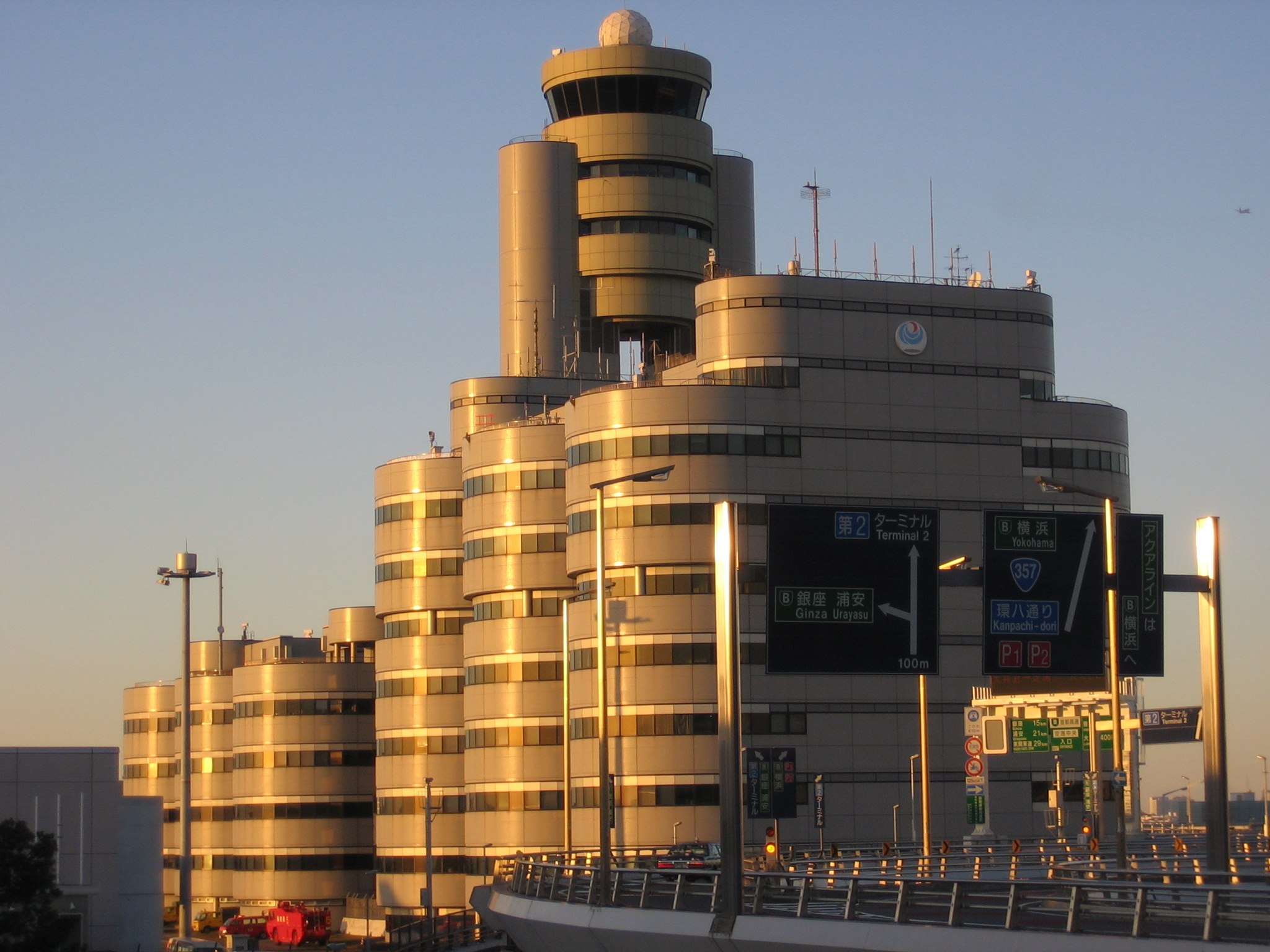
Kontrolltorn

### Terminal 2
Terminal 2 öppnade den 1 december 2004. Pengarna för byggandet av terminalen fick man genom att lägga en avgift på 170 yen, ungefär 13 svenska kronor, när man köpte en flygbiljett från flygplatsen.
Terminalen betjänas av All Nippon Airways, Air Do, Solaseed Air och Starflyer och används för inrikesflyg. I mars 2020 användes terminalen för vissa internationella flygningar av All Nippon Airways efter att en avgångshall lagts till som en förberedelse inför olympiska sommarspelen 2020 i Tokyo. De internationella avgångarna och hallen där man checkar in stängdes dock den 11 april 2020, mindre än två veckor efter öppning, på grund av coronaviruspandemin 2019–2021.
I terminalen finns en takrestaurang, ett sex våningar stort shoppingområde samt ett hotell med 387 rum. Gaterna 51-71 är för de plan som boardas genom en bro och gaterna 500-511 är för plan som boardas på mark genom buss.

Terminal 2
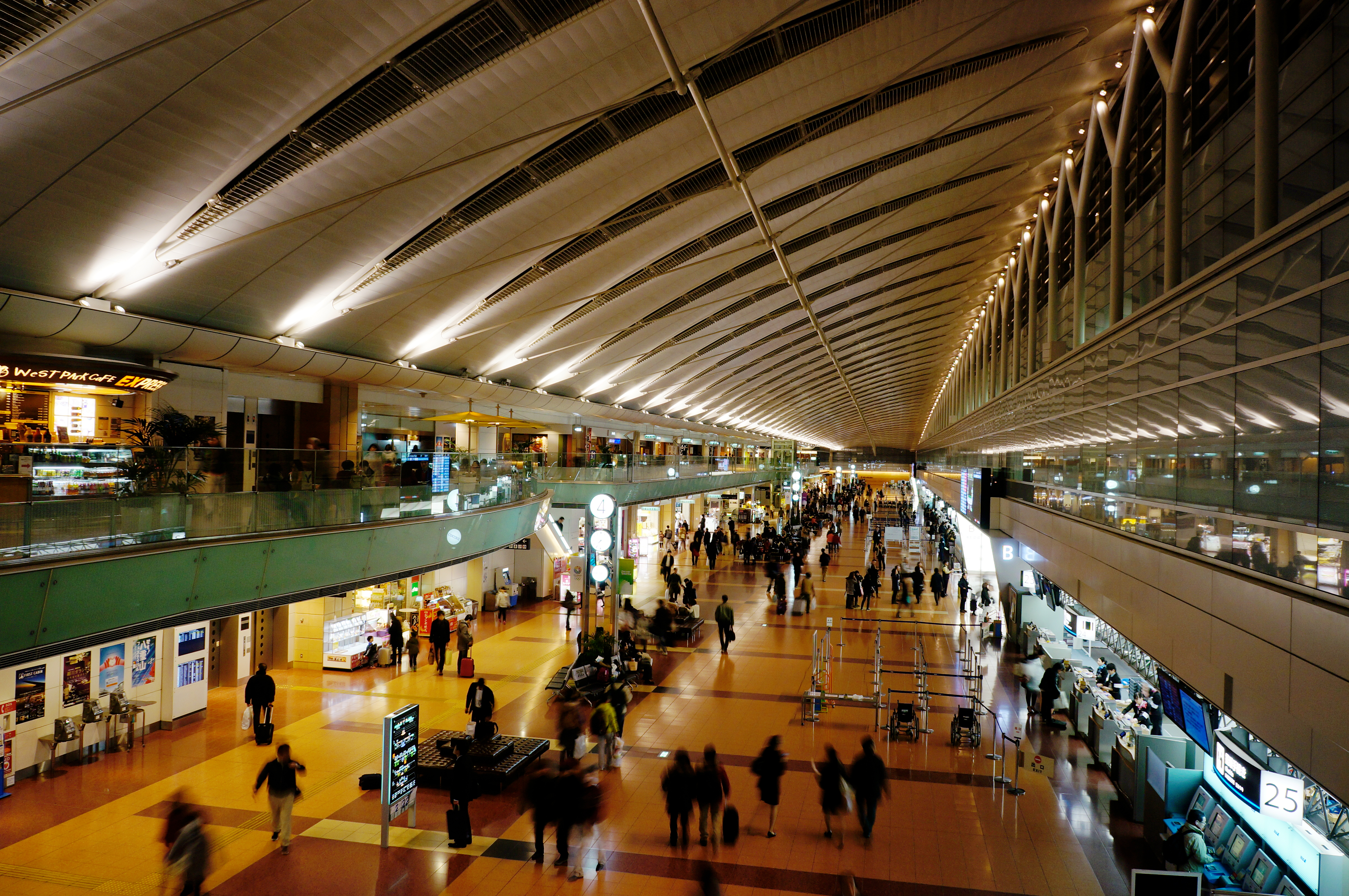
Avgångshallen
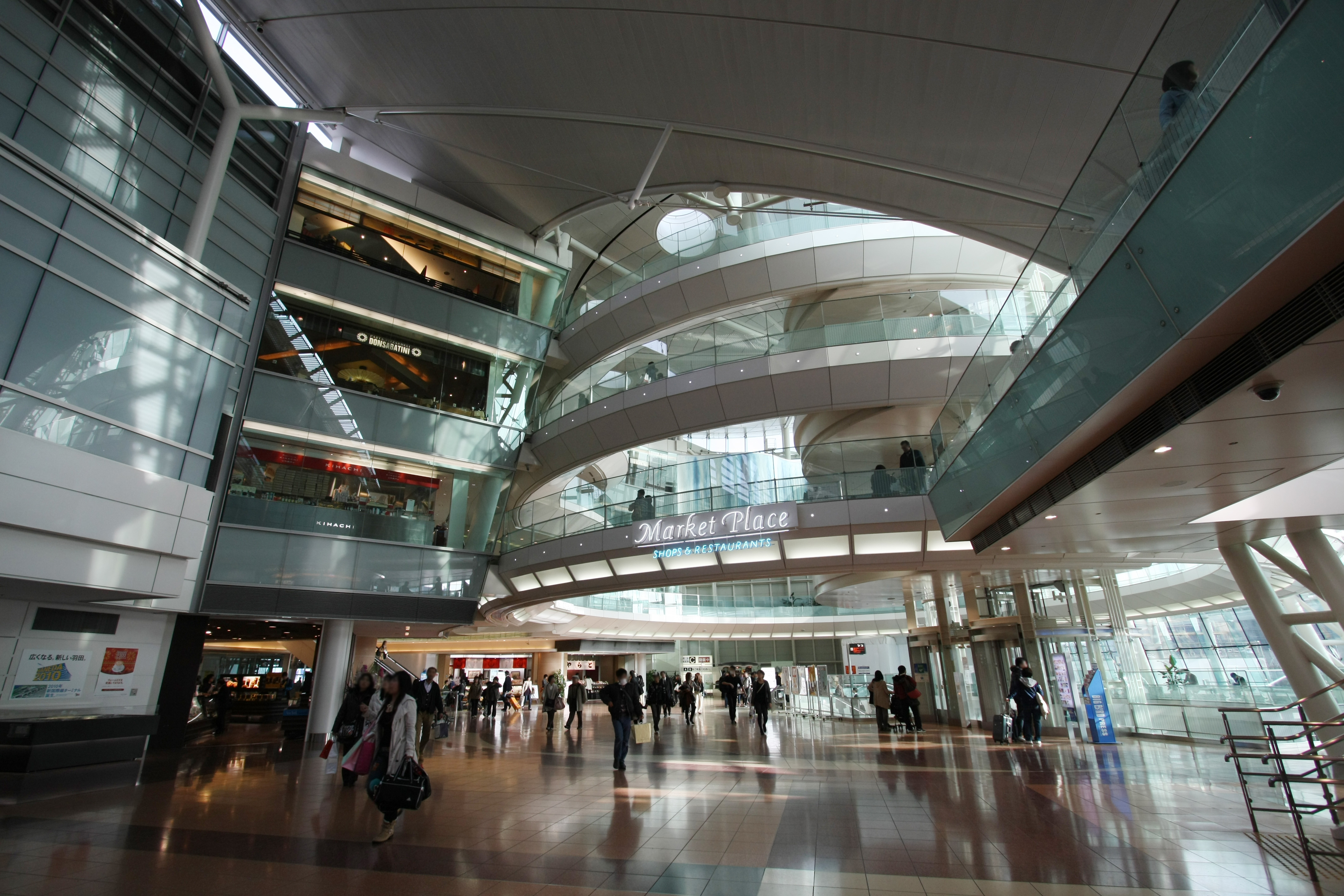
Shoppingområde
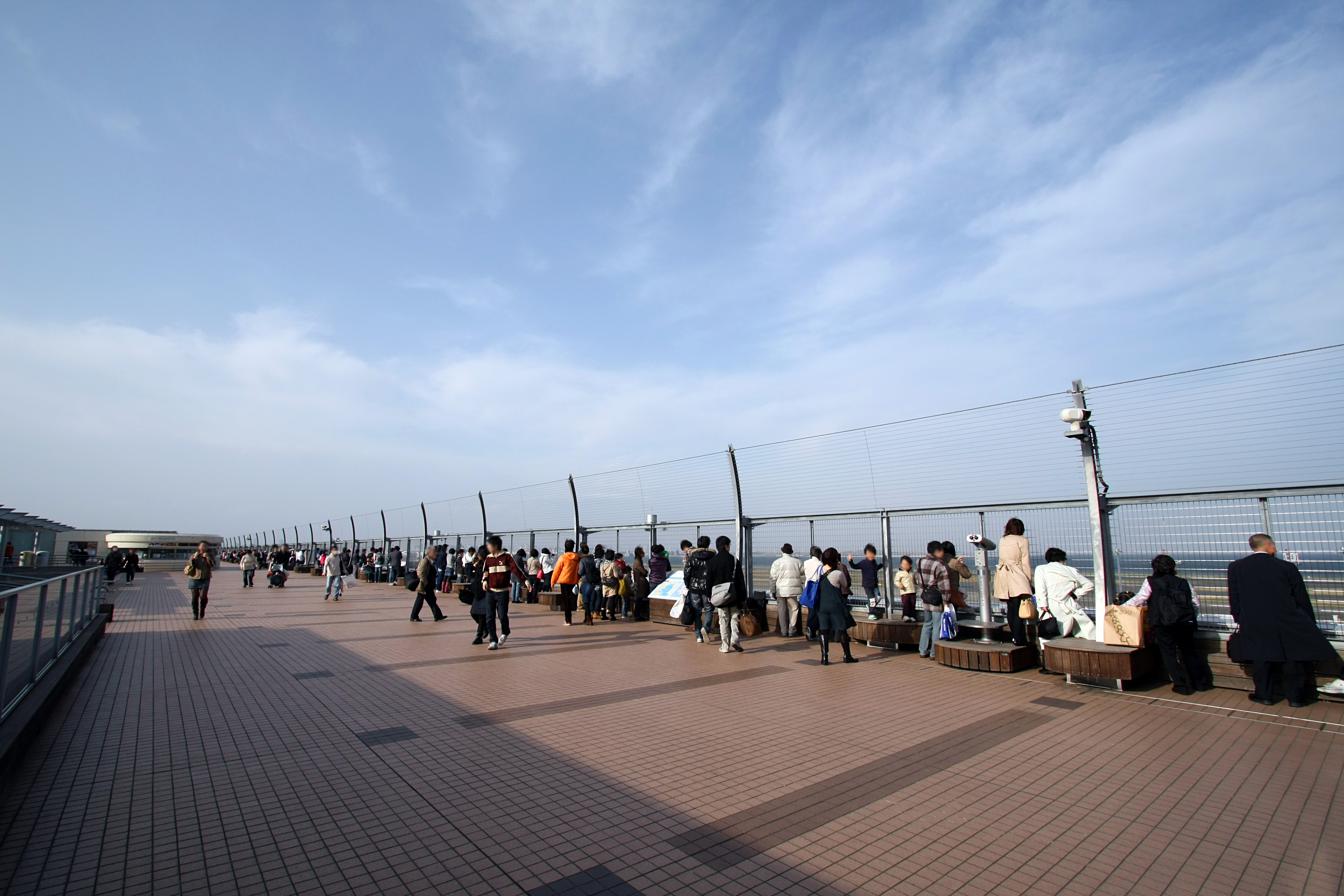
Observationsdäck

### Terminal 3
Terminal 3, den internationella terminalen, öppnade den 21 oktober 2010 och ersatte en mindre terminal från 1998. Terminalen betjänar de flesta internationella flygningarna på flygplatsen förutom några få flygningar av All Nippon Airways som går från Terminal 2. De första två planen på terminalen var planerade att komma vid midnatt den 31 oktober men båda kom istället före midnatt den 30 oktober.
All Nippon Airways, Japan Airlines och Cathay Pacific har lounger i flygplatsen. Japan Airlines lounge används främst av Oneworld, men också av SkyTeam. Gaterna 105-114 och 140-149 används av flyg som boardas genom bro och gaterna 131-139 används för plan som boardas på mark genom buss.
Terminalen hette tidigare International Terminal men bytte namn till det nuvarande den 14 mars 2020 då Terminal 2 skulle börja användas för vissa utrikesflygningar från den 29 mars samma år.

Terminal 3
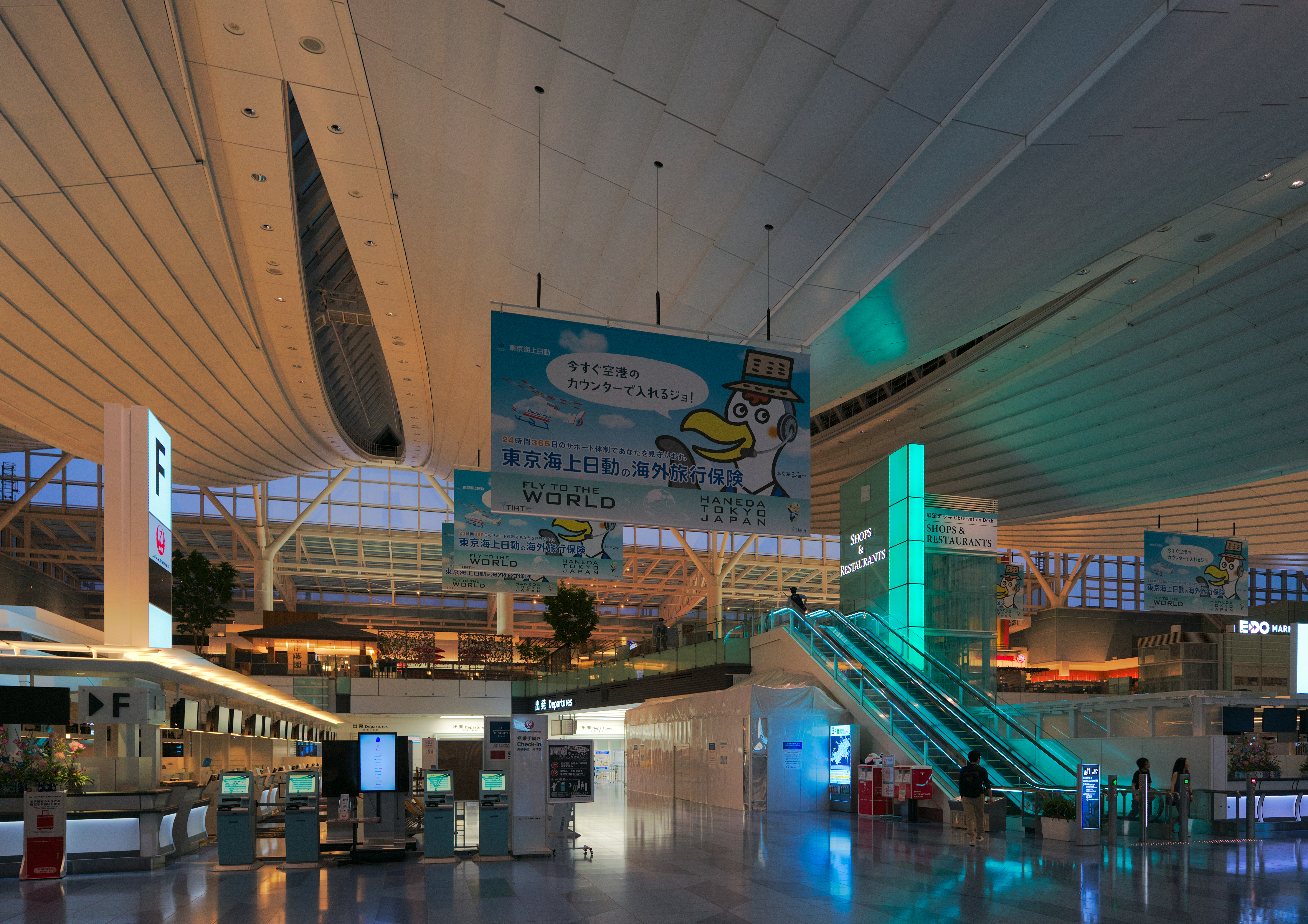
Våning för avgående flyg
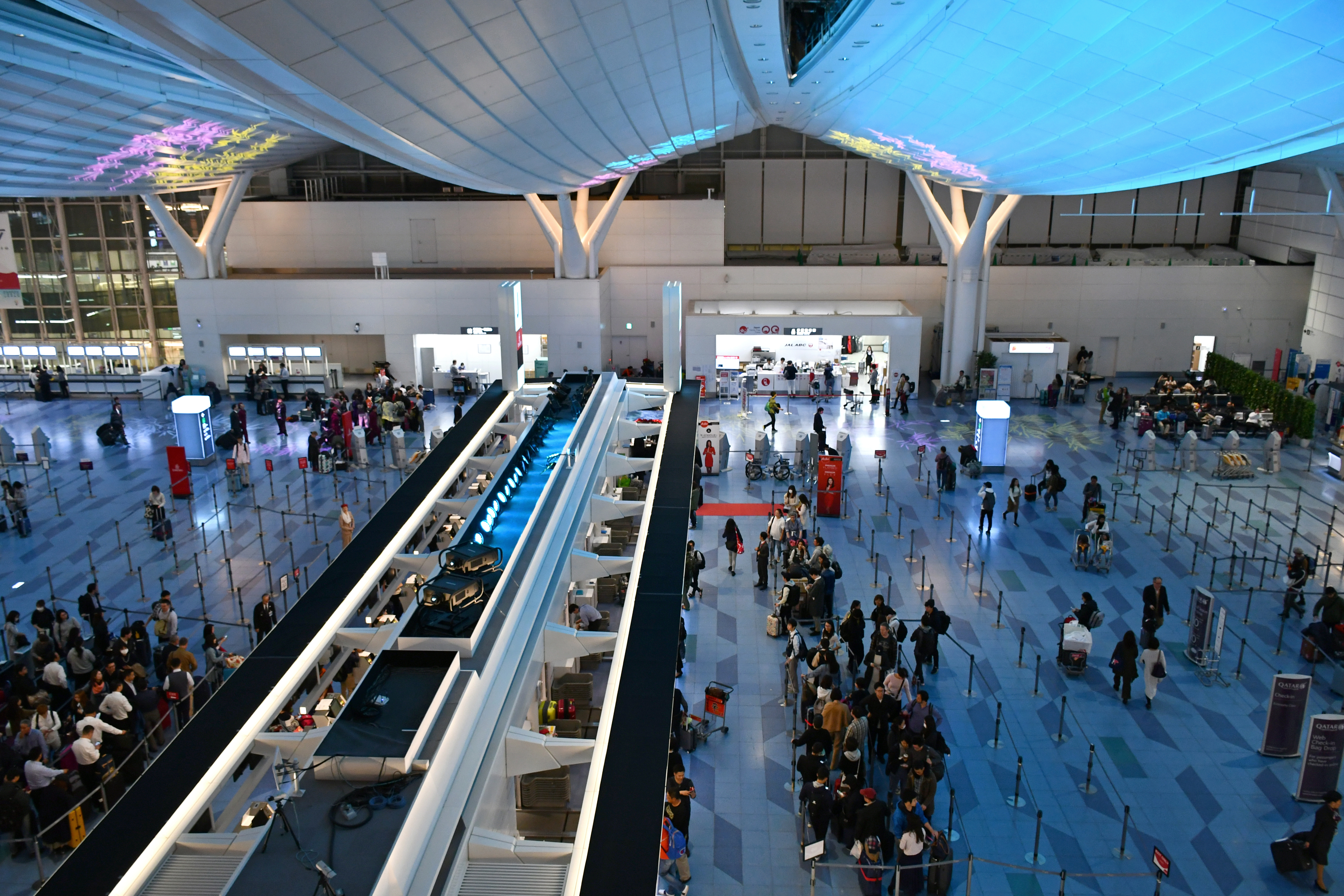
Vänthall
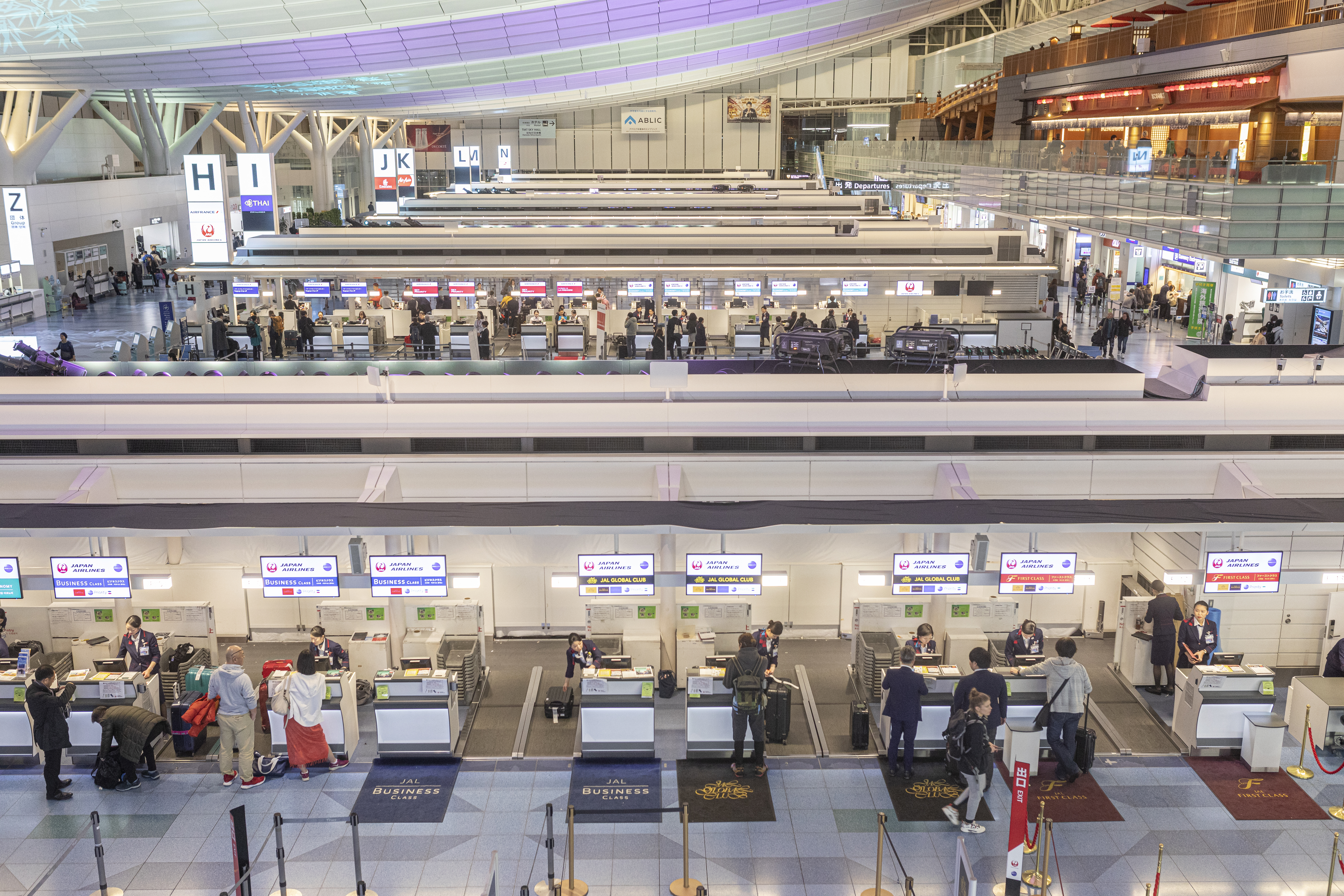
Check-in
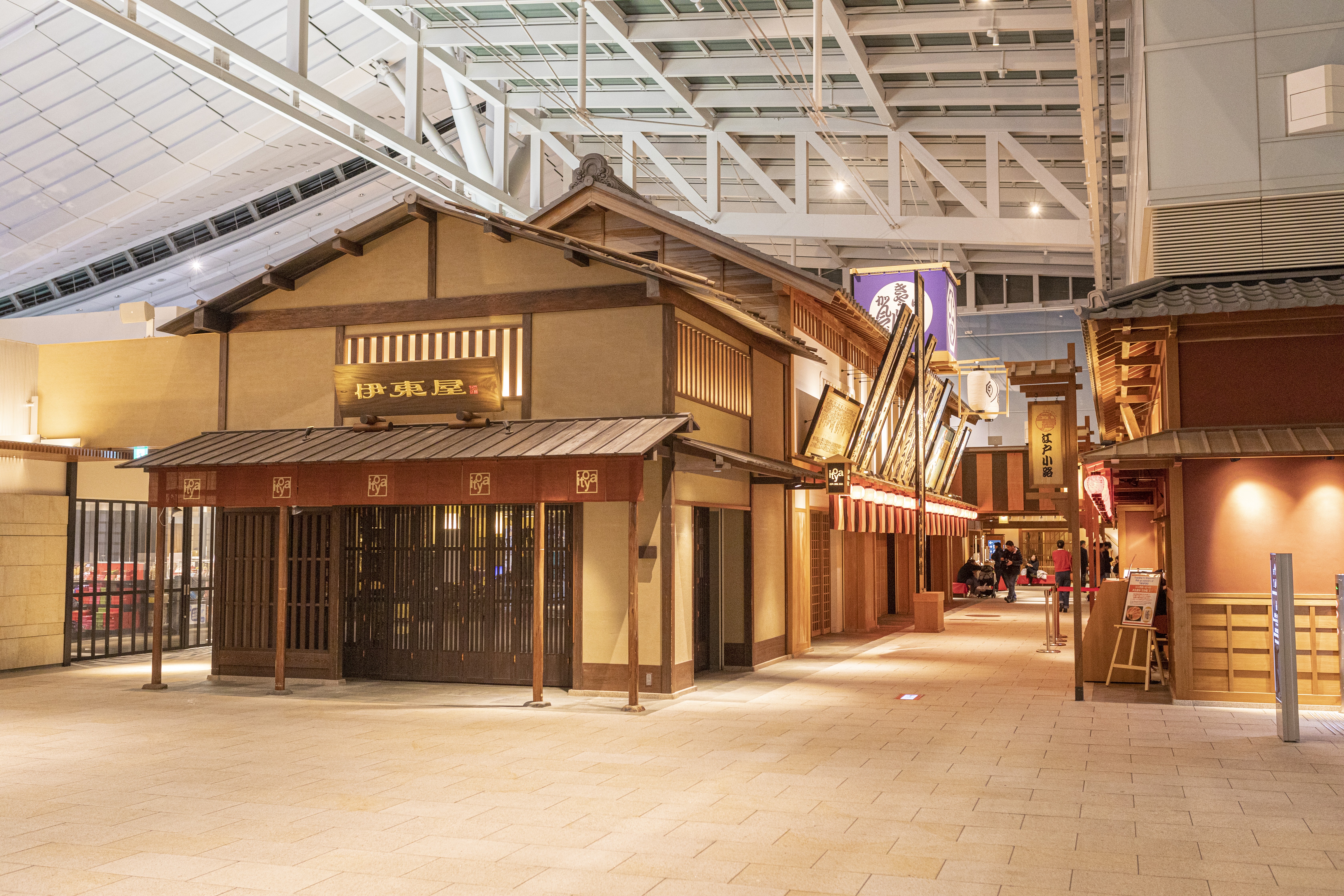
Shoppingområde

## Kommunikationer

### Tåg

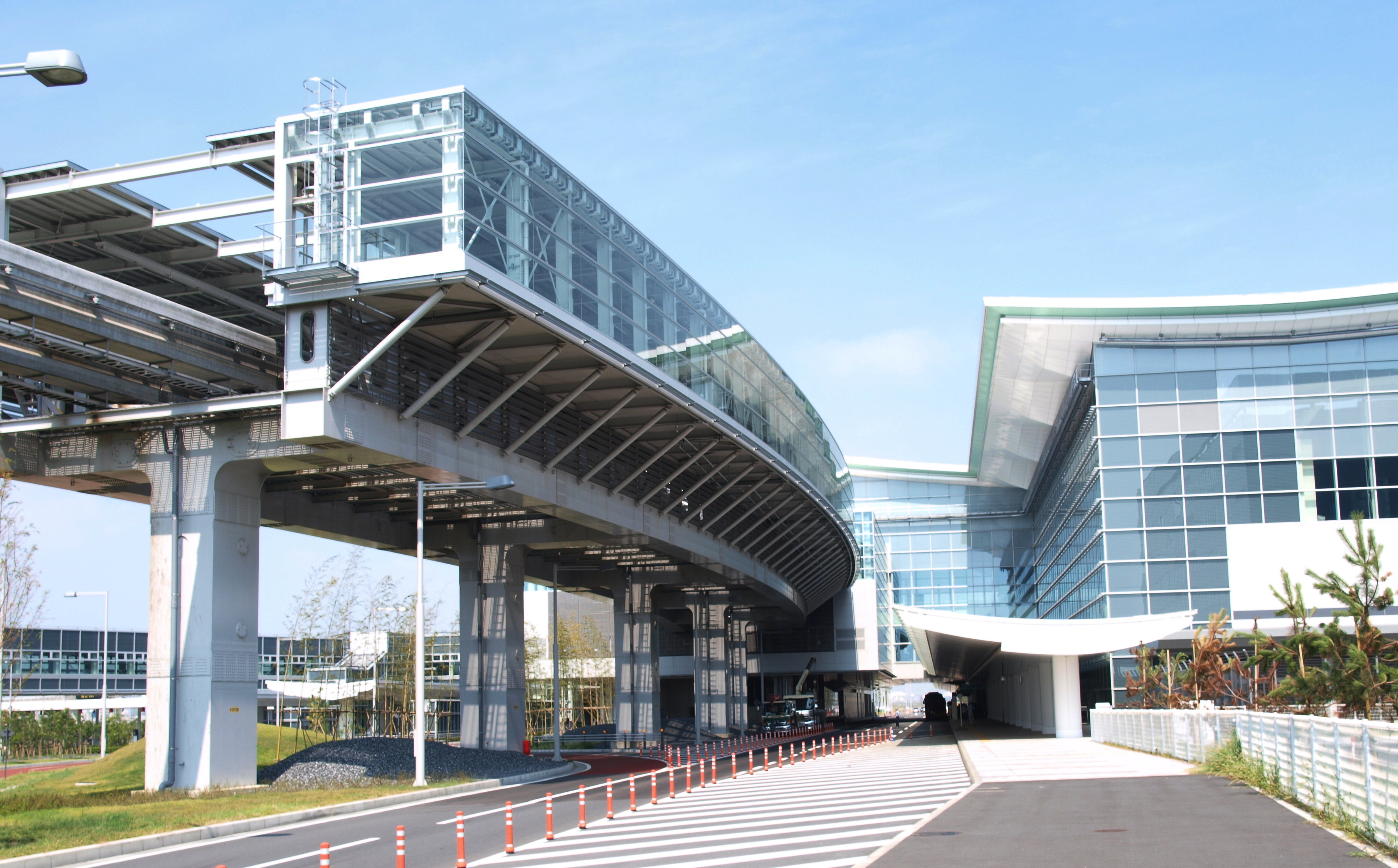
Monorail-tåg på Terminal 3-station

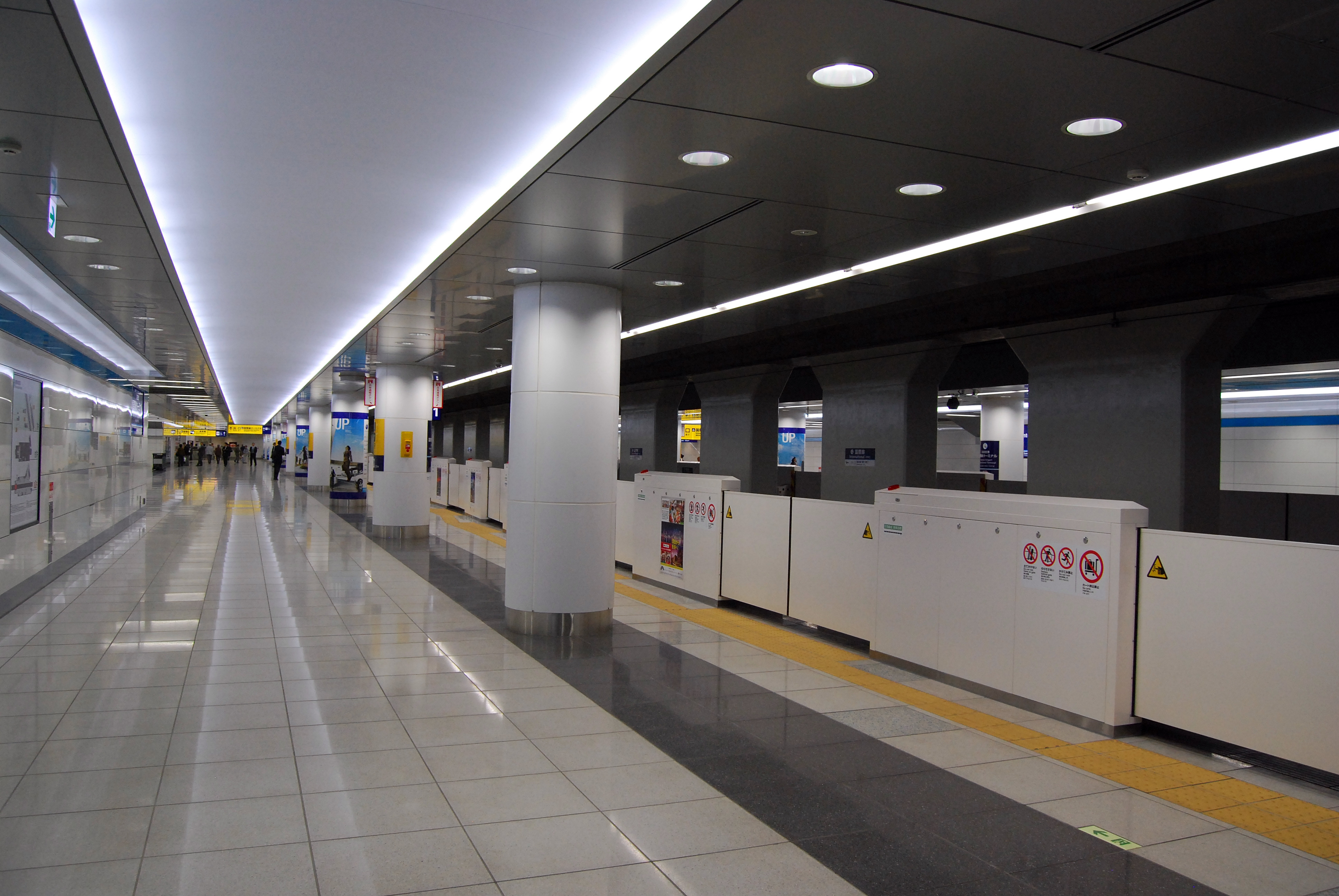
Ett tåg som kör på Keikyu Airport Line

Haneda Airport har järnvägsstationer som betjänas av Keikyū Airport Line och Tokyo Monorail. JR Higashi Nihon har även gett förslag om att bygga en ny tåglinje som ansluter direkt till centrala Tokyo som ska vara klar 2029.
Monorail-tågen stannar vid Terminal 1, Terminal 2 och Terminal 3 medan Keikyū-tågen stannar på en delad station mellan Terminal 1 och 2 som heter Terminal 1-2 Station och stannar även vid Terminal 3.
Liksom själva terminalen bytte Terminal 3-stationen namn från International Terminal Station i mars 2020. Detta gällde både för Keikyū-tågen och monorail-tågen.
Tokyo Monorail-tågen går till Hamamatsuchō station, där passagerare antingen kan byta till Yamanotelinjen för att nå andra delar av Tokyo, eller byta till Keihin-Tōhokulinjen och åka till Saitama där det går att byta till expresståg som går till Naritas internationella flygplats.

### Transfer till och från Naritas flygplats
Hanedas flygplats är ungefär 1,5-2 timmar från Naritas internationella flygplats med buss eller tåg. Tågbolaget Keisei kör direkttåg mellan Haneda och Narita som tar ungefär 93 minuter och kostar 1800 yen. Det finns även direktbussar mellan de två flygplatserna. De tar ungefär 65-85 minuter beroende på trafik och kostar 3000 yen.

## Statistik
Källor:

### Största inrikesdestinationer
| Rank | Destination     | Antal passagerare |
| ---- | --------------- | ----------------- |
| 1.   | Sapporo–Chitose | 9 007 372         |
| 2.   | Fukuoka         | 8,647,386         |
| 3.   | Naha            | 5,919,365         |
| 4.   | Osaka–Itami     | 5,496,982         |
| 5.   | Kagoshima       | 2,506,276         |
| 6.   | Kumamoto        | 1,971,891         |
| 7.   | Hiroshima       | 1,878,286         |
| 8.   | Nagasaki        | 1,764,870         |
| 9.   | Matsuyama       | 1,563,870         |
| 10.  | Miyazaki        | 1,423,200         |
| 11.  | Osaka–Kansai    | 1,258,675         |
| 12.  | Takamatsu       | 1,252,568         |

### Passagerarstatistik
Sökfråga på wikidata efter rådata.